# Quartier 206
Quartier 206 is een luxe shopping mall aan de Friedrichstrasse in Berlijn. Het pand is een ontwerp in art-deco-stijl van de architect Henry N. Cobb van het architectenbureau Pei Cobb Freed & Partners en werd geopend in 1996. Ondergronds is het winkelcentrum verbonden met de Berlijnse vestiging van Galeries Lafayette en het naastgelegen winkelcentrum Quartier 205.
Het pand is gebouwd in opdracht van de familie Jagdfeld, een van de grootste vastgoedinvesteerders van Duitsland, die het idee had om hier een winkelcentrum te openen met luxe winkels uit het topsegment. Het interieur is ontworpen door Anna Maria Jagdfeld. Om leegstand te voorkomen in het centrum werden enkele winkels door de familie zelf geëxploiteerd. Rond 2010 begonnen steeds meer luxe winkels die hier een filiaal hadden weg te trekken naar de Kurfürstendamm of openden een shop-in-shop in het KaDeWe. Sinds 2011 verkeert het centrum in insolventie.

## Department Store Quartier 206
Department Store Quartier 206 was een warenhuis in  Quartier 206 aan de Friedrichstrasse in Berlijn. Het warenhuis met een oppervlakte van zo'n 2.500 m² over twee verdiepingen is opgericht in 1997 door Anna Jagdfeld en richt zich op mode, cosmetica, boeken, kunst, bloemen en interieur in het topsegment. Op 28 februari 2017 werd het warenhuis gesloten.